# Duality
A Duality a Slipknot harmadik, Vol. 3 (The Subliminal Verses) lemezéhez kiadott első kislemez. A dal szerepel az együttes 9.0 Live koncertlemezén is, valamint állandó koncert dal, több TV-s showban is előadták már.

## Dallista
1. Duality
2. Don't Get Close
3. Disasterpiece (live)